# IC 5151
IC 5151 је галаксија у сазвјежђу Пегаз која се налази на листи објеката дубоког неба у Индекс каталогу.
Деклинација објекта је + 3° 45' 46" а ректасцензија 21h 58m 52,8s. Привидна величина (магнитуда) објекта IC 5151 износи 14,4 а фотографска магнитуда 15,4. IC 5151 је још познат и под ознакама CGCG 403-11, , PGC 67768.